# Peroxodisíran sodný
Peroxodisíran sodný je anorganická sloučenina se vzorcem Na2S2O8, sodná sůl kyseliny peroxodisírové, H2S2O8, s oxidujícími vlastnostmi. Vytváří bílé krystaly rozpustné ve vodě.

## Výroba
Peroxodisíran sodný se vyrábí elektrolytickou oxidací hydrogensíranu sodného:
2 NaHSO4 → Na2S2O8 + H2
Oxidace probíhá na platinové anodě.
Standardní redoxní potenciál přeměn peroxodisíranu na hydrogensíran je 2,1 V, vyšší než u odpovídající reakce peroxidu vodíku (1,8 V) ale nižší než u ozonu (2,2 V). Síranový radikál má standardní elektrodový potenciál 2,7 V.
Používání platinových elektrod na výrobu solí má několik nevýhod; výroba má v důsledku tvorby kyslíku nízkou účinnost a produkt často obsahuje nečistoty, vzniklé hlavně v důsledku silně oxidujících vlastností síranového radikálu. Místo platiny lze jako materiál elektrod použít diamant obohacený o bor.

## Struktura
Peroxodisíran sodný a draselný mají v pevném skupenství podobné struktury; u sodné soli je délka vazeb O-O 147,6 pm. Síranové skupiny jsou tetraedrické, s třemi krátkými vazbami S-O o délkách 144 pm a jednou dlouhou (164 pm).

## Použití
Peroxodisírany se používají jako radikálové iniciátory emulzních polymerizací sloužících k výrobě styrenových polymerů, jako je akrylonitrilbutadienstyren.

### Organická chemie
Peroxodisíran sodný se používá jako oxidační činidlo při Elbsově peroxodisíranové oxidaci a Boylandově–Simsově oxidaci. Zapojuje se také do radikálových reakcí, jako je přeměna apocyninu na diapocynin, kde jako radikálový iniciátor slouží síran železnatý.

### Ostatní
Tato látka se používá také jako bělidlo, jak samostatně (v kosmetice), tak i jako složka detergentů. Využití má také například při úpravě vody, výrobě barev a úpravě škrobu.

## Bezpečnost
Peroxodisíran sodný je oxidačním činidlem a s organickými materiály, jako je papír, vytváří hořlavé směsi.